# شكال غوراب بالا (مقاطعة فومن)
شكال غوراب بالا (بالفارسية: شکال گوراب بالا) هي قرية تقع في غيلان في إيران. يقدر عدد سكانها بـ 554 نسمة بحسب إحصاء 2016.